# Енисейский кряж
Енисейский кряж — низкогорная возвышенность на юго-западе Среднесибирского плоскогорья, между реками Кан и Подкаменная Тунгуска (Красноярский край). Длина около 700—750 км, ширина до 200 км, максимальная высота 1104 м (г. Енашиминский Полкан). Енисейский кряж включает в себя две области — Южно-Енисейский (Ангаро-Канский) кряж и Заангарье, отделяющиеся друг от друга долиной Ангары.

## Геология
Енисейский кряж входит в состав Енисейско-Саянской складчато-покровной области, формирующей юго-западную окраину Сибирской платформы. В структуре Енисейского кряжа выделяются две области: Южно-Енисейский кряж и Заангарье. Границей между ними служит субширотная зона Ангарского разлома.
Основу кряжа составляют докембрийские отложения, возраст которых точно ещё не установлен. Кряж сложен преимущественно древними плотными породами: известняками, песчаниками, конгломератами, сланцами, траппами (изверженные породы из группы базальтов, диабазов и габбро), залегающих в виде пластов.
Горы имеют области устойчивых поднятий (новейших) на древнем кристаллическом основании протерозоя. Имеются обширные интрузии, в том числе докембрийские гранитоиды. Формирование структуры Енисейского кряжа происходило в несколько этапов, связанных с аккреционно-коллизионными событиями, имевшими место в конце раннего протерозоя (1900—1800 млн лет), в раннем неопротерозое (890—850 млн лет), в начале среднего неопротерозоя (760—720 млн лет) и в позднем неопротерозое (630—560 млн лет). На Енисейском кряже имеются также проявления раннепалеозойского, девонского и триасового (траппы и малые гранитные интрузии) магматизма. Горы многократно разрушались и с каждым горообразованием испытывали частичное поднятие.
Наиболее древние метаморфические породы — кристаллические сланцы, различные гнейсы, гранулиты, мраморы и др. в южной части кряжа относят к раннему протерозою. Они образовались благодаря метаморфизации глинистых и песчано-мергелистых осадочных пород ещё до метаморфизации пронизанных пластовыми интрузиями диабазов. При метаморфизме выделялись некоторые легкоплавкие минералы, в частности, титанит.
К северу от реки Ангара на кристаллическом фундаменте залегает мощная толща в меньшей степени метаморфизованных среднепротерозойских пород. Они представлены кристаллическими сланцами, мраморами, имеются проявления вулканитов.
Неопротерозойские породы ещё меньше метаморфизованы, но распространены значительно шире, особенно в северной части кряжа. Это алевролиты, аргиллиты, песчаники, доломиты, известняки с включениями магнезитов, железистые сланцы, кварциты. В песчаниках заключены гематитовые (железные) руды Ангаро-Питского бассейна. В западной части кряжа широко распространены вулканиты: андезитовые, реже риолитовые и базальтовые лавы, туфолавы, туфы и порфириты. Во многих местах метаморфические породы прорваны гранитными интрузиями и кварцевыми жилами, с которыми связаны месторождения золота, сурьмы. С резким угловым несогласием на метаморфизованных породах лежат песчано-сланцево-известняковые отложения нижнего кембрия. Они развиты на восточной и северной окраинах кряжа и распространяются восточнее. Во многих местах, особенно в западинах древнего рельефа, сохранилась суглинистая красноцветная кора выветривании, мощностью до 12 м. Поверх неё залегают (также в западинах) юрские глины с прослоями угля. С отложениями коры выветривания связаны месторождения бокситов.

## Рельеф
Типы рельефа Енисейского кряжа весьма разнообразны. Междуречья большей частью уплощённые или куполовидные, речные долины глубокие, крутосклонные, расчленяют кряж на отдельные массивы. Наиболее возвышенной является осевая часть кряжа, высота которого от 650 до 1000 м. Самые высокие возвышенности кряжа: г. Енашиминский Полкан — 1104 м, две горы Лысых — 1052 и 973 м, г. Мевакан — 1002 м, г. Горевский Полкан — 951 м, г. Неточная — 868 м, Сони-гора — 838 м и др. Самая низкая отметка (30 м) находится на р. Енисее, у северной оконечности кряжа. Здесь, несколько ниже устья Подкаменной Тунгуски, Енисейский кряж, пересекаемый Енисеем, образует в русле реки порог Осиновский (острова Монастырский, Кораблик и Барочка). Ещё один знаменитый порог Енисейского кряжа — Казачинский, находится в Казачинском районе, на 223-м км от Красноярска, около Каменного мыса.

## Растительность и животный мир
Енисейский кряж расположен в пределах средней и южной тайги. На склонах западных — темнохвойная горная тайга, наиболее высокие вершины безлесны, покрыты зарослями низкорослых кустарников (ерник), часты на высоте и каменные россыпи — курумы. На восточных склонах чаще всего встречается лиственничная и лиственнично-сосновая тайга. Тайга Енисейского кряжа издавна славится обилием ценного пушного зверя.

## Полезные ископаемые
Енисейский кряж богат полезными ископаемыми: железные руды, бокситы, магнезит, тальк и др. В середине XIX в. в недрах кряжа было найдено золото. Уже в конце XIX века в Северо-Енисейском районе по течению ручья Олимпиадинского располагались прииски. Совокупный объем добытого здесь за весь дореволюционный период золота составлял 532 кг. В 1978—1980 гг. Енашиминская геологоразведочная партия установила промышленную ценность метасоматитов, а в 1981—1982 гг. были выявлены залежи окисленных золотосодержащих руд. В настоящее время Олимпиадинское месторождение разрабатывает ОАО «Полюс Золото». Суммарные ресурсы золота Енисейского кряжа составляют 1570 т.